# Roseau County
Roseau County er et county i den nordvestlige del af den amerikanske delstat Minnesota med grænser til Lake of the Woods County i øst, Beltrami County i sydøst, Marshall County i syd og mod Kittson County i vest. Mod nord er der grænse til Canada.
Roseau Countys totale areal er 4.306 km², hvoraf 41 km² er vand. I 2000 havde Roseau County 16.338 indbyggere. Administrativt centrum ligger i byen Roseau. 
Roseau County har fået sit navn efter floden Roseau River og søen Roseau Lake. 
48°46′N 95°48′V / 48.77°N 95.8°V